# Гражданска война в Гърция
Гражданската война в Гърция (на гръцки: Ελληνικός Εμφύλιος Πόλεμος) е първият голям въоръжен конфликт в Европа след края на Втората световна война, продължил от 1946 до 1949 г. Поражението на комунистите и левите сили в страната, поддържани от СССР, Югославия, България и Албания, довежда до присъединяването на Гърция към НАТО и установяване на влиянието на Великобритания и САЩ в Егейско море в периода на Студената война.

## Причини
Обществено-икономическото състояние на предвоенна Гърция е трагично. Това се отразява и на обществените процеси в страната – при избухването на Втората световна война, начело ѝ е диктаторът Йоанис Метаксас. След като цялата предвоенна територия на страната е окупирана от страните от Оста – Германия, Италия и България, в нея започва организирането на гръцка съпротива под ръководството на УСО. В Елада, съпротивата се обединява, но само на диверсионна нога – в края на 1942 г. е взривен мостът на река Горгопотамос по железопътната линия Солун – Атина, в близост до Ламия, по която се осъществява подвозът за немския африкански корпус.

След сключеното примирие на Италия с антихитлеристката коалиция на 8 септември 1943 г. положението на окупационната територия, и по-специално в италианската зона, която е най-обширната, се променя. Четири италиански дивизии в континентална Гърция се предават на Вермахта. Не е такова положението с двадесет и четвърта пехотна дивизия „Пинероло“ дислоцирана в Тесалия и Западна Македония, която се предава на ЕЛАС. Както пише Чърчил в мемоарите си: 
| „ | Италианската капитулация през септември 1943 г. наруши целия баланс на силите в Гърция. ЕЛАС успя да си осигури по-голяма част от италианските оръжия, включително тези на цяла италианска дивизия и да постигне военно превъзходство. Заплахата от комунистическото движение, в случай на германско отстъпление, е вече на практика възможна и изисква нашето специално внимание. | “ |

Италианското въоръжаване на ЕЛАС принуждава Чърчил след печалното гръцко въстание в Близкия Изток (1944) да сключи процентно споразумение и въоръжено да обезпечева и налага британското влияние в Гърция след декемвриана.

## Предистория
През април 1941 г. след успешния край на операция „Марита“, завършил с окупирането на Гърция от Нацистка Германия, крал Георгиос II със своето правителство бяга в Лондон и живее в изгнание.
Гръцката комунистическа партия (ГКП) начело с Георгиос Сянтос успява да създаде широкия съпротивителен фронт ЕАМ (Εθνικό Απελευθερωτικό Μέτωπο) със своя собствена нелегална военна организация ЕЛАС (Ελληνικός Λαϊκός Απελευθερωτικός Στρατός).
Съгласно споразумение между гръцкото и британското правителства, сключено в Касерт на 20 септември 1944 г., всички въоръжени формирования в страната преминават на подчинение на върховното главно командване на Гърция, което фактически е възглавявано от британския генерал Скоби.
Но още на 3 декември 1944 г. в Атина избухва т.нар. декемвриана – престрелка между гръцки демонстранти-комунисти и полицията. Този инцидент фактически поставя началото на гражданската война в Гърция, която с малки прекъсвания се води до 1949 г.
Като следствие въоръжените формирования на ЕЛАС с численост около 40 хил. души в началото на 1945 г. се опитват по следите на отстъпващите германци да завладеят Атина, но се сблъскват с ожесточената съпротива на британските войски. Добре въоръжените англичани при поддръжката на авиация и артилерия нанасят на ЕЛАС тежко поражение, хиляди гръцки бойци са обкръжени и се предават в плен. Само част от най-непримиримите успяват да се оттеглят в планините. С нарастването на трудностите се образува разкол в самото ръководство на Националноосвободителния фронт на Гърция: значителна част от него иска да се прекрати въоръжената борба.
В така сложилите се обстоятелства ГКП по настояване на своя лидер Сянтос се съгласява на прекратяване на въоръжената борба и участие в легалната политическа дейност заедно с другите партии и движения. На 12 февруари в гр. Варкиза се сключва споразумение на гръцкото правителство с ръководството на КПГ и ЕАМ за разпускане на ЕЛАС. Радикалната групировка на гръцкото съпротивление, начело с Арис Велухиотис, отказва да го признае.
Британските войски съвместно с гръцките правителствени сили започват кампания по преследване на поддръжниците на Националноосвободителния фронт (ЕАМ) и Гръцката народно-освободителна армия (ЕЛАС). При това положение ръководството на КПГ се опитва да получи поддръжка от комунистическите партии на съседните страни, преди всичко на Югославия и България. През ноември 1944 г. членът на Политбюро на ЦК на КПГ П. Русое се среща с Й. Б. Тито, който се съгласява да помогне на ЕАМ/ЕЛАС във военно отношение в случай на конфликт между тях и британците. Опитите да се получи поддръжка и от БКП срещат уклончив отговор. На 19 декември 1944 г. Георги Димитров изпраща телеграма до Л. Стрингос, член на Политбюро на ЦК на КПГ, където пише „при сегашното международно положение въоръжената поддръжка на гръцките другари отвън е напълно невъзможна. Помощ от страна на България или Югославия, която ще ги постави тях и ЕЛАС против английските въоръжени сили, малко ще помогне сега на гръцките другари, но в същото време, може силно да навреди на Югославия и България“.
В сложно положение се оказва и Югославия. Западните държави обвиняват Белград във „враждебно вмешателство“ във вътрешните работи на Гърция. По тяхно настояване се изпраща специална комисия на ООН за изучаване на ситуацията по югославско-гръцката граница.
На 29 май 1945 г. в Гърция се връща генералният секретар на ЦК на ГКП Никос Захариадис, намирал се от 1941 г. в концлагера Дахау. Той е настроен за въоръжена борба за власт. На 2 октомври 1945 г. на VII конгрес на ГКП, Захариадис отхвърля позицията на някои членове на КПГ относно пътищата за установяване на народно-демократичен строй, считали, че съществува възможност за мирно завземане на властта. Той заявява, че това е „само възможност, но не и действителност, защото е съществувал и съществува чуждестранен, английски, по-точно англосаксонски фактор...“

## Ход на войната
На втория пленум на КПГ (12 – 15 февруари 1946 г.) се взема решение за отказ от участие в изборите и започване на подготовка за въоръжена борба срещу „монархофашистите“ при окупацията от Великобритания. През пролетта на 1946 г. Захариадис, връщайки се от конгреса на Чехословашката комунистическа партия, посещава Тито в Белград, а след това отива и в Крим където се среща със Сталин. И двамата одобряват действията на КПГ.
Като начало на войната се счита завладяването на село Литохоро от въоръжен отряд. Това става в навечерието на изборите, състояли се на 31 март 1946 г. На свой ред в Западна и Централна Егейска Македония започва въоръжена борба и Народоосвободителният фронт (НОФ) на „славяногласните“ който до лятото на 1946 г. разпространява своето влияние върху цялата Егейска Македония.
Първоначално КПГ приветства решителните действия на НОФ, но след това надделяват притесненията, че това ще доведе до откъсване на Егейска Македония и нейното присъединяване към България или Югославия. Поради това КПГ се разграничава от НОФ, което значително намалява бойните възможности на партизаните. Постепенно от разхвърляните партизански отряди и групи се сформира Демократическата армия на Гърция под общото командване на генерал Маркос Вафиадис, един от най-талатливите генерали-комунисти. Той е твърд поддръжник на воденето на партизанска война „на изтощение“ срещу гръцкото правителство.
Тъй като оръжието останало от Втората световна война, с което първоначално са въоръжени партизаните, е недостатъчно и трудно се намират боеприпаси за него, основен доставчик на ново въоръжение става Югославия. През нейната територия са внасяни съветски автомати, миногвъргачки, полеви и зенитни оръдия. Партизаните са имали дори и няколко катера и една подводница, италианско производство, с които са извършвали военни доставки.
Основната тактика на партизаните са мълниеносни нападения над селища с цел завладяване на оръжие и продоволствие, взимане на заложници и убиване на привържениците на правителството. Това довежда до недоволство от страна на мирното население, което търпи големи загуби.
Липсата на масова поддръжка принуждава партизаните да действат главно в приграничните райони, за да могат бързо да се изтеглят в Югославия или Албания в случай на неуспех. Такива са операциите за завладяване на градовете Коница и Лерин (Флорина), чиято цел е създаването на освободена зона, където да може да се обоснове опозиционно комунистическо правителство. Те обаче претърпяват неуспех.
Към 1947 година комунистическите партизани наброяват около 23 000 души, като около 20% от тях са жени. Срещу тях са изправени вече 180 000 души правителствени войски, но те са разсеяни в малки гарнизони по градчета и села.
Тактиката на партизански удари, въпреки нейните успехи, не може да доведе до решаващ успех, затова Захариадис решава от отделните отряди да се създаде регулярна армия, която постепенно да заема територия, чак до столицата. За тази цел лидерът на гръцките комунисти се обръща към Москва, Белград и Тирана с молба да увеличат военната помощ.
В отговор, през зимата на 1946 – 1947 г. Албания, която, макар вече да е независима, продължава да поддържа състоянието на война с Гърция, обявено през 1940 г. в избухналата тогава итало-гръцка война, чрез албанския военноморски флот (все още не реквизиран от съюзниците благодарение на подкрепата от СССР) потопява три английски и един гръцки кораб в Адриатическо море, докато албанската армия е дислоцирана по гръцко-албанската граница. Случаят става известен като инцидент в пролива на Корфу. САЩ и Великобритания протестират в ООН и дори искат Съветът за сигурност да приеме резолюция за наказание на Албания и за реквизиция на нейния флот като част от италианския военноморски флот, подлежащ на такава предвид предстоящата Парижка мирна конференция, но СССР протестира срещу това проекторешение и Албания само е осъдена от общото събрание на ООН за поддръжката си спрямо комунистите в Гърция.
От друга страна САЩ започват засилено подпомагане на правителствените войски с пари и съветници (доктрината Труман). Властите въвеждат и „Сертификат за политическа надеждност“, действащ до 1962 година, чрез който се удостоверява, че неговият собственик не се придържа към леви убеждения; без този документ гърците не са имали право да гласуват, да учат във ВУЗ, да пътуват и практически не са могли да получат работа. 
На 20 юни 1947 г. е подписано споразумение между Гърция и САЩ. Съгласно точка 8 на това споразумение, висшата власт в Гърция фактически се предава на Президента на САЩ, тъй като гръцкото правителство се задължава да изпълни всяка молба на Президента на САЩ (в името на безопасността на страната).
С цел да затрудни снабдяването на партизаните от чужбина, гръцкото правителство изпраща оплакване до ООН, където е сформирана анкетна комисия за проверка на границите на Албания, България и Югославия.
На 23 декември 1947 г. комунистите провъзгласяват създаване на Временно демократично правителство и главната цел на Демократическата армия на Гърция става завладяването на жизненоважни центрове в северната част на страната, откъдето да се пристъпи към окончателен разгром на правителствените войски.
Но надеждите на КПГ за помощ от СССР не се оправдават. Сталин на среща с югославска делегация през февруари 1948 заявява: „Вие мислите, че Великобритания и Съединените щати – Съединените щати, най-мощната държава в света, – ще ни позволят да им прекъснем линията на комуникациите в Средиземноморието? Глупости. А ние нямаме флот. Въстанието в Гърция трябва да бъде приключено колкото може по-бързо“.
Най-ожесточените сражения се водят в планинските части на страната. Планинските райони са най-подходящи за партизански акции и точно там има най-добри възможности за подкрепа от местното население с провизии и жива сила. Но комунистите допускат грешки като се увличат с терора и убийствата на правителствените чиновници и насилствено набиране на войници, включително и непълнолетни, което подкопава подкрепата им сред местното население.
Престава да носи успех и тактиката на „разтваряне“ на партизаните при приближаването на силен противник, правителствените войски успешно ѝ се противостоят чрез засади и миниране на възможните пътища.
Партизаните се опитват да приложат нова тактика в пограничните райони – да встъпят в бой със значителни сили от правителствените войски, а след като са нанесли колкото може повече загуби в жива сила, да се оттеглят в съседните страни. Но тази тактика едва не коства живота на командващия генерал Маркос (М. Вафиадис), когато през август 1948 г., около 40 хилядна армия обкръжава неговия 8 хиляден отряд и се налага да се изтегля с бой. Впоследствие партизаните започват да избягват големите въоръжени сблъсъци.
Получаването на съвременни американски самолети и прилагането на тактиката „изгорена земя“ от правителствените войски, както и тяхното числено предимство започва лека-полека да накланя везните в тяхна полза. Въстаническите села са горени с напалм от английската окупационна и кралската гръцка авиация, бомбардирани са десетки селища, включително град Лерин. Върху Егейска Македония са извършени 1467 въздушни нападения, над 120 нападения с напалм, хвърлени 288 тона бомби и 1935 ракети. Действията на наземните сили са още по-ожесточени и продължават в 1950 г. и години след края на въстанието. Към това се прибавят и стратегическите грешки на комунистите като отстраняването на командващия на партизаните генерал Маркос Вафиадис и опита да се приобщи НОФ чрез приемане на решение за присъединяване на Македония към планираната Балканска федерация. Допълнителен удар е затварянето на югославската граница от Тито, след преориентирането му към Запада. Така партизаните губят своите най-надеждни тилови бази.
До пролетта на 1949 г. партизаните са изтласкани от Пелопонес, а до средата на лятото правителствените войски начело с генерал Александрос Папагос, владеят и централна Гърция. Остават само големите партизански бази Вич и Грамос, които са превзети до края на месец август (виж: Битка на Вич, Битка на Грамос).
Комунистите, лишени от своите въоръжени сили и от народна поддръжка, се опитват да спасят честта си, като заявяват, че сами приемат решение за прекратяване на бойните действия, заради спасяването на гръцкото население от взаимно унищожаване.

## Последствия
През януари 1951 г. седмичникът на генералния щаб на Гърция „Стратиотика“ публикува обобщени данни на загубите по време на гражданската война. Убити по официални данни са общо към 70 000 души (без убитите цивилни от правителствените войски). Правителствените сили губят 12 777 убити, 37 732 ранени и 4257 изчезнали. Сред партизаните, в състава на чиито сили с български етнически произход са над 60% от бойците, са убити 38 839 души, 20 128 са пленени и около 20 000 се предават. Партизаните убиват 4124 граждански лица, в това число 165 свещеници. Броят на убитите цивилни от правителствените войски не е посочен, но предвид мащаба и начина на водене на военните действия е в пъти повече. На мини се взривяват 931 души. Били са вдигнати във въздуха 476 обикновени и 439 железопътни моста. Унищожени са 80 железопътни станции.
Хиляди хора са репресирани, пратени по лагери и насилствено интернирани. Около 1 000 000 са временно разселени през войната. Към 56 000 емигранти, предимно от Егейска Македония, бягат от Гърция. Отделно 28 хиляди деца (20 000 от тях с български етнически произход и 8000 с гръцки), много от тях деца на партизани и помагачи, са изпратени от комунистите в страните от социалистическия блок., монархията настанява други 12 000 деца от военната зона в лагери по гръцките острови под свой надзор, повечето от тях са дадени за осиновяване отвъд океана. На емигрантите е забранено връщането в родните им места.
Гражданската война в Гърция се счита за победа на политиката за сдържане на СССР, макар точно СССР никога да не е оказвал реална помощ на комунистите в нея. Всъщност резултатът от нея е потвърждение на договора между СССР и САЩ от Ялта, който се спазва от двете страни и при въстанията в Унгария, Чехословакия и Полша – т.е. чак до края на Студената война.